# Mobo (Masbate)
Mobo è una municipalità di quarta classe delle Filippine, situata nella Provincia di Masbate, nella Regione di Bicol.
Mobo è formata da 29 baranggay:
- Baang
- Bagacay
- Balatucan
- Barag
- Dacu
- Fabrica
- Guintorelan
- Holjogon
- Lalaguna
- Lomocloc
- Luyong Catungan
- Mabuhay
- Mandali
- Mapuyo
- Marintoc

- Nasunduan
- Pinamalatican
- Pinamarbuhan
- Poblacion Dist. I
- Poblacion Dist. II
- Polot
- Sambulawan
- Santa Maria
- Sawmill
- Tabuc
- Tugawe
- Tugbo
- Umabay Exterior
- Umabay Interior